# Nasturtium sordidum
Nasturtium sordidum là một loài thực vật có hoa trong họ Cải. Loài này được (A. Gray) Kuntze mô tả khoa học đầu tiên.